# Hamed Daye
Hamed Daye, né le 30 décembre 1971 à Paris (12e arrondissement), est un rappeur français, principalement actif dans les années 1990 et 2000. Il est notamment connu pour avoir été l'un des membres du Ministère AMER et du Secteur Ä.

## Biographie

### Jeunesse et débuts
Hamed Daye est né le 30 décembre 1971 dans le 12e arrondissement de Paris, de parents maliens. Il passe une partie de son enfance dans le quartier de Belleville à Paris avant de s'installer avec sa famille à Sarcelles, dans le Val-d'Oise, en 1982.
Fan entre autres de hip-hop et de basket-ball, il participe à la création de l'association AMER et du AMER Posse, les deux structures qui donneront naissance au groupe Ministère AMER. En 1991, le groupe publie un premier EP de trois titres (Traîtres, Au-dessus des lois et  Le droit chemin) au label Musidisc. Hamed Daye y est crédité comme manager et concepteur du logo. Concernant sa carrière de manager à l'époque de Traîtres, Daye explique : « Je l’ai fait justement parce qu’il n’y avait personne pour le faire. [...] on se débrouillait pour faire les choses. Il n’y avait personne pour représenter le MÄ, et j’étais le plus à même de faire le job. J’ai vite arrêté. » Sa réputée « voix de basse » sert essentiellement pour les refrains des morceaux. Il participe à quatre titres de 95200. 
En 1995, Hamed Daye participe au morceau culte de Ministère AMER : Sacrifice de poulet dans lequel il interprète l'intro et le refrain de ce morceau polémique qui vaudra indirectement au Ministère AMER d'être condamné par la justice. Très impliqué aux côtés des deux leaders du Ministère AMER (Passi et Stomy Bugsy), Hamed Daye apparaît sur plusieurs titres de leurs albums et les accompagne en tournée en 1996. Il intervient sur les refrains de morceaux tels que Le maton me guette de Passi, ou Mes forces décuplent quand on m'inculpent de Stomy Bugsy. Il fait très naturellement partie des membres fondateurs du collectif Secteur Ä (avec Ärsenik, les Neg'Marrons, etc.) et apparaît sur différents morceaux collectifs, tels que Tel une bombe, Bugsy et son gang dégomment ou encore J'avance pour ma familia. Il fait également partie des dix artistes à représenter le Secteur Ä à l'Olympia, les 22 et 23 mai 1998. Un double CD Live est tiré de cette prestation. Hamed Daye y apparaît à plusieurs reprises.

### Carrière solo
En 1998, Hamed Daye s'impose en solo grâce au single Indépendance Daye (avec Lino) issu de la compile Hostile Hip-Hop 2. Ce morceau vaut à Hamed Daye une certaine renommée, et lui permet de commencer à travailler sur son album. En 1999, le morceau, L'An D. Mille est réalisé et présenté sur Skyrock mais il ne fera pas partie de l'album. D'abord produit par Issap Production, le label de Passi, Hamed Daye décide de travailler avec Epic/Sony pour cet album solo. Le premier album solo de Hamed, L'or noir, est publié en 2001 et fait participer Stomy Bugsy, Passi ainsi que de Tony Truand, membre fondateur d'Ärsenik. L'album n'atteint que la 135e place des classements français.
Après 2001, Hamed Daye se fait plus discret dans le monde de la musique. Très proche de Stomy Bugsy, il co-anime avec ce dernier (et le remplace parfois), l'émission West-CoastLa sur Skyrock. L'émission sera diffusée jusqu'en 2004. En 2003, il collabore à trois titres de l'album Quatrième Round de Stomy Bugsy. Tous deux réalisent également ensemble pour représenter les groupes Plan B (morceau L'Instinct) ou Ministère Amer (morceau Sacrifice II). En 2007, il retrouve les autres membres du Secteur Ä pour deux collaborations incluant Pas 2 limite (inclus sur le street-album Révolution de Passi et sur l'album Rimes Passionnelles de Stomy Bugsy) et Come Back Remix avec notamment Pit Baccardi, Lino et Stomy Bugsy. Il semble se faire plus discret depuis cette date.

## Discographie
- 2001 : L'or noir